# Cascastel-des-Corbières
Cascastel-des-Corbières é uma comuna francesa na região administrativa de Occitânia, no departamento de Aude. Estende-se por uma área de 15,38 km². Em 2010 a comuna tinha 229 habitantes (densidade: 14,9 hab./km²).